# Molay, Jura
Molay är en kommun i departementet Jura i regionen Bourgogne-Franche-Comté i östra Frankrike. Kommunen ligger i kantonen Chemin som tillhör arrondissementet Dole. År 2022 hade Molay 506 invånare.

## Befolkningsutveckling
Antalet invånare i kommunen Molay
Referens:INSEE